# Klemming

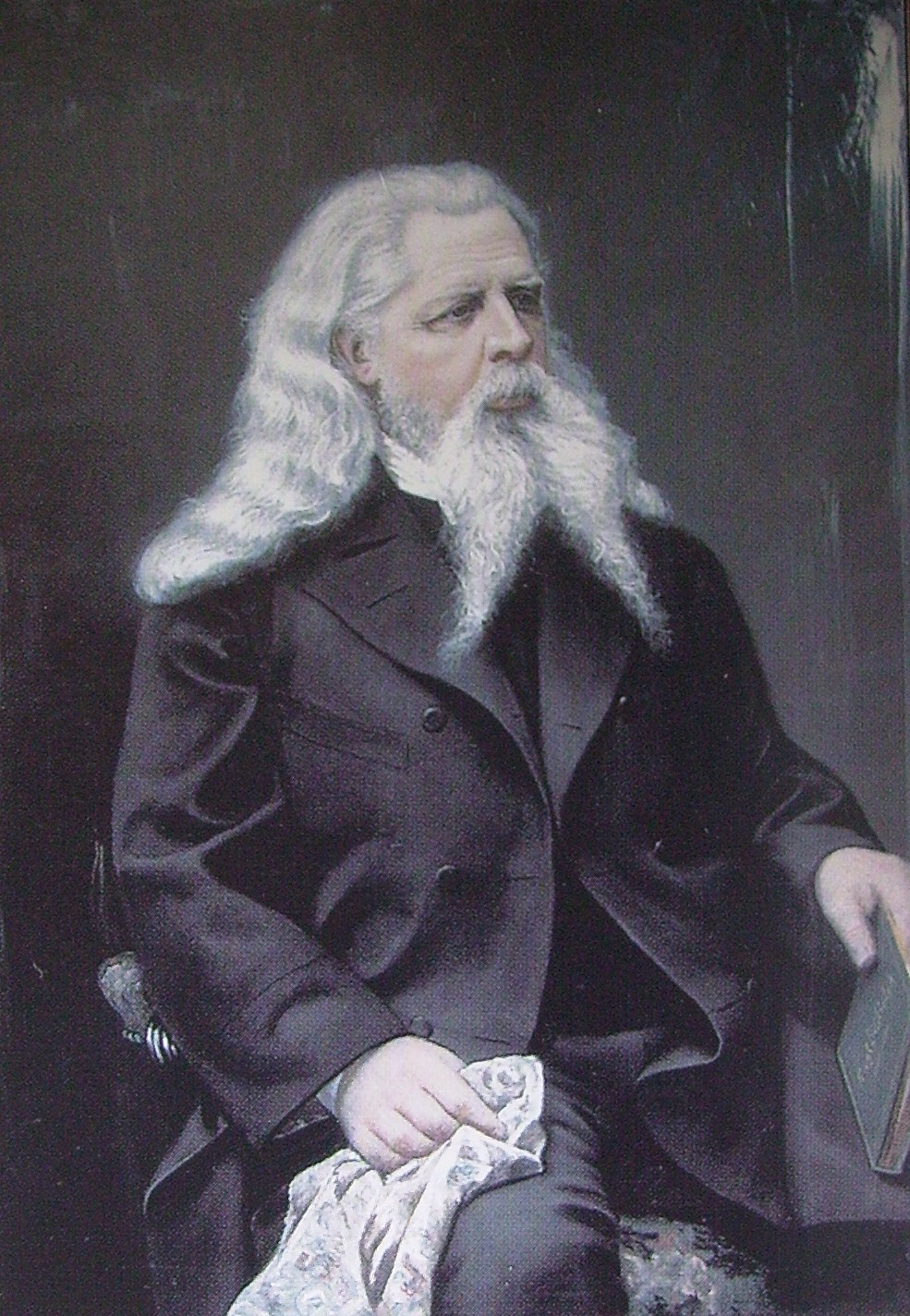
Gustaf Edvard Klemming. Oljemålning av J.F. Schäf 1899.

Klemming är en svensk-tysk släkt (egentligen två olika), härstammande från advokaten Laurentz Klemetsson som dog omkring 1688. Hans son Lars (död 1736), som var pipare vid Södermanlands regemente och tillfångatogs i slaget vid Poltava (återkom 1715), kallade sig Lars Klemming.
Karolinen Lars Klemmings sonson Johan Christopher Klemming (1750-1821) var ålderman för bleckslagareämbetet i Stockholm. Från en fosterson till honom, Carl Gustaf Klemming (1786-1851) härstammar den ännu fortlevande svenska släkten Klemming. Från en i Spandau bosatt bror till Johan Christopher härstammar den tyska grenen av släkten Klemming, som alltså till skillnad från den svenska har ovannämnde Laurentz Klemetsson som biologisk anfader.
Carl Gustaf Klemming hade sju barn, bland dem sönerna Gustaf Edvard Klemming (1823-1893), överbibliotekarie på Kungliga biblioteket, antikvariatsbokhandlaren Otto Henrik Klemming, som 1845 grundade det välkända Klemmings antikvariat, och vidare bleckslagaren Wilhelm Leonard Klemming (1820-1870).
Av Wilhelm Leonard Klemmings nio barn var överdirektören Viktor Klemming (1853-1922), fotografen Frans Gustaf Klemming, arkitekten Wilhelm Klemming, och operasångerskan Anna Maria Klemming (1864-1889) kända av sin samtid. En dotter till överbibliotekarie Gustaf Edvard Klemming, Gerda, var gift med sin släkting överdirektör Viictor Klemming (ovan). Deras söner var Gösta Klemming var med sin hustru Mandis, född Ågren, föräldrar till prinsessan Christinas make, Tord Magnusons mor, gymnastikdirektör Gerda. , Sven Klemming, Nils Klemming och arkitekten Frej Klemming.
Greta Klemming, Wilhelm Klemmings dotter, har skapad bronsskulpturen Triton ridande på en delfin som sedan 1923 finns att beskåda i Centralbadsparken i Stockholm. 
Hjalmar Klemming, Wilhelm Klemmings son, var chefsarkitekt på Svenska bostäder och ritade stora delar av bebyggelsen i bland annat Kärrtorp, Grimsta och Vällingby.
Den 31 december 2018 var 97 personer med efternamnet Klemming folkbokförda i Sverige.

## Personer med efternamnet Klemming
- Anna Maria Klemming (1864–1889), operasångerska, sopran
- Frans Gustaf Klemming (1859–1922), fotograf
- Frej Klemming (1893–1978), arkitekt och konstnär
- Gustaf Edvard Klemming (1823–1893), överbibliotekarie
- Gösta Klemming – flera personer
  - Gösta Klemming (industriman) (1880–1966), företagsledare
  - Gösta Klemming (ingenjör) (1920–2000), ingenjör och folkmusikinsamlare
- Hjalmar Klemming (1915–1994), arkitekt
- Otto Henrik Klemming (1825–1887), antikvariatsbokhandlare
- Victor Klemming (1853–1922), ingenjör och ämbetsman
- Wilhelm Klemming (1862–1930), arkitekt och byggmästare